# Католицька церква в Індонезії
Като́лицька це́рква в Індоне́зії — друга християнська конфесія Індонезії. Складова всесвітньої Католицької церкви, яку очолює на Землі римський папа. Керується конференцією єпископів. Станом на 2004 рік у країні нараховувалося близько 6 439 000 католиків (3,15% від усього населення). Існувало 37 діоцезій, які об'єднували 1130 церковних парафій.  Кількість  священиків — 3038 (з них представники секулярного духовенства — 1317, члени чернечих організацій — 1721), постійних дияконів — 13, монахів — 4146, монахинь — 7372.

## Історія
У 1511 році португальці висадилися на Молуккських островах. 1512 року там з'явилися й католицькі священики-місіонери. Португальці торгували з місцевим ісламським султанатом Тернате, навертаючи його населення до католицизму. Важливу роль відіграла місія Франциска Ксав'єра на острові Амбон 1547-1548 років. Але португальські капітани вели себе агресивно, зневажали місцеву знать та родину султана, через що серед тернатців посилилися анти-католицькі настрої. Після вбивства султана Гайруна 1570 року, його спадкоємці вели анти-християнську та акти-португальську війну. З 1605 року острови було захоплено кальвіністськими Нідерландами, через що поширення католицизму остаточно припинилося.